# ナッシング・コンペアーズ・トゥー・ユー
「ナッシング・コンペアーズ・トゥー・ユー」 (Nothing Compares 2 U) は、1980年代にプリンスがザ・ファミリー（The Family）に提供した楽曲である。歌詞はそのザ・ファミリーのシンガーであったスザンナ・メルボイン（Susannah Melvoin）がモデルとなっている。1990年にシネイド・オコナーによりカヴァーされ、欧米中のトップ・チャートを席巻、多くのミュージシャンもこぞってカヴァーし、プリンス本人もセルフ・カヴァーした。

## ザ・ファミリー版
プリンス直轄のバンドとして結成されたファンク・バンドのザ・ファミリーは、1985年にセルフ・タイトル・アルバム（The Family）を発表、その中の収録曲が「ナッシング・コンペアーズ・トゥー・ユー（Nothing Compares 2 U）」だったが、シングル・カットも無く、ほとんど注目されなかった。

## シネイド・オコナー版

### 背景
アイルランドの歌手シネイド・オコナーは、1989年にこの曲をレコーディングし、2作目のアルバム『蒼い囁き』（I Do Not Want What I Haven't Got）に収録したところ、世界的なヒット曲となった。ミュージック・ビデオもMTVで人気となり、欧米中のトップ・チャートを席巻した。米国のモダン・ロック・トラックスチャートでも1位となり、オコナー版は「ビルボード」の「Greatest Songs of All Time」で第77位となり、VH1の「100 Greatest Songs of the 90s"」で10位を獲得した。
これを受けて、プリンスもコンサートでセルフ・カヴァーし、そのライブ音源を1993年の『ザ・ヒッツ & Bサイド・コレクション』（The Hits/The B-Sides）と『ザ・ヒッツ1』（The Hits 1）に収録した。この曲は、プリンスと当時プリンスのバックバンドのニュー・パワー・ジェネレーション（New Power Generation）にいたロージー・ゲインズ（Rosie Gaines）のデュエットで歌われた。
1990年、全英チャート1位（Music Week）、全米チャート1位（ビルボードHot100）を記録した。全楽器の演奏とプログラミングを屋敷豪太が担当した。

### ミュージック・ビデオ
主にパリで撮影された「愛の哀しみ」のミュージック・ビデオは、ジョン・メイベリー（John Maybury）監督により撮影された。このビデオは、ほぼ全編をこの曲を歌うオコナーの顔のクローズアップだけで構成されており、終わりの方で2筋の涙が彼女の頬を伝い落ちる。オコナーは、VH1の「100 Greatest Songs of the 90s」で涙の理由を「ママが裏庭に植えた花はママがいなくなってから全て枯れてしまった。」（All the flowers that you planted, Mama/in the back yard/All died when you went away）という詩が原因だと語った。これは、オコナーと彼女を虐待したという死んだ母親との間に非常に複雑な関係があったためであった。1990年度のMTV Video Music Awardsで、女性アーティスト初の最優秀賞（Best Video）を獲得した。

### 評価
- 2002年、VH1の「the greatest one-hit wonder」で18位となった。
- 2006年、Channel 5の番組「"Britain's Favourite Break-up Songs"」でシネイド・オコナー版が5位になった。
- VH1 クラシックの「the greatest classic love song」で、シネイド・オコナー版がアル・グリーンの「Let's Stay Together」に次いで2位になった。
- 2007年、VH1の「100 Greatest Songs of the 90s」でシネイド・オコナー版が10位となった。
- 2008年、VH1の「Final Countdown - Top 50 Heartbreakers」で第1位となった。

### 収録曲
7" シングル
1. "Nothing Compares 2 U" — 5:08
2. "Jump in the River" — 4:13

CD マキシ
1. "Nothing Compares 2 U" — 5:08
2. "Jump in the River" — 4:13
3. "Jump in the River" (instrumental) — 4:04

### 認定
| 国           | 認定     | 日付          | 認定販売数 |
| ------------ | -------- | ------------- | ---------- |
| オーストリア | プラチナ | 1990年5月15日 | 3万        |
| ドイツ       | ゴールド | 1990年        | 15万       |
| スウェーデン | ゴールド | 1990年3月1日  | 1万        |
| 英国         | プラチナ | 1990年3月1日  | 60万       |
| 米国         | プラチナ | 1990年4月20日 | 100万      |

### チャート
| チャート（1989 - 1990年）                   | 最高位 |
| ------------------------------------------- | ------ |
| オーストリア ARIA シングル チャート         | 1      |
| オーストリア シングル チャート              | 1      |
| オランダ Top 40                             | 1      |
| フランス SNEP シングル チャート             | 5      |
| ドイツ シングル チャート                    | 1      |
| アイルランド シングル チャート              | 1      |
| イタリア シングル チャート                  | 1      |
| ノルウェー シングル チャート                | 1      |
| スウェーデン シングル チャート              | 1      |
| スイス シングル チャート                    | 1      |
| UKシングルチャート                          | 1      |
| U.S. Billboard Hot 100                      | 1      |
| U.S. Billboard Hot メインストリーム・ロック | 23     |
| U.S. Billboard Hot アダルトコンテンポラリー | 2      |
| U.S. Billboard Hot モダン・ロック           | 1      |
| U.S. ARC ウィークリー Top 40                | 1      |

| 年間チャート（1990年）         | 順位 |
| ------------------------------ | ---- |
| オーストリア シングル チャート | 1    |
| オーストリア シングル チャート | 2    |
| スイス シングル チャート       | 6    |

| 先代 "ハンギン・タフ" by ニュー・キッズ・オン・ザ・ブロック | アイルランド IRMA No.1 シングル 25 January 1990 - 1 March 1990 (6 weeks)                                  | 次代 "ラヴ・シャック" by B-52's                                     |
| 先代 "ティアーズ・オン・マイ・ピロー" by カイリー・ミノーグ | UKシングルチャート No.1 シングル 3 February 1990 - 24 February 1990 (4 weeks)                             | 次代 "ダブ・ミー・グッド・トゥ・ミー" by ビーツ・インターナショナル |
| 先代 "All Around the World" by リサ・スタンスフィールド     | ノルウェー VG-Lista No.1 シングル 7/1990 - 16/1990 (10 weeks)                                             | 次代 "ヴォーグ" by マドンナ                                         |
| 先代 "Me So Horny" by ツー・ライヴ・クルー                  | Dutch Top 40 No.1 シングル 17 February 1990 - 7 April 1990 (8 weeks)                                      | 次代 "ザ・パワー" by スナップ！                                     |
| 先代 "ジミー・ディーン" by トロール                         | スウェーデン No.1 シングル 21 February 1990 - 18 April 1990 (8 weeks)                                     | 次代 "ヴォーグ" by マドンナ                                         |
| 先代 "ゲット・アップ！" by テクノトロニック                 | スイス No.1 シングル 24 February 1990 - 29 April 1990 (10 weeks)                                          | 次代 "ザ・パワー" by スナップ！                                     |
| 先代 "Pump ab Das Bier" by Werner Wichtig                   | ドイツ No.1 シングル 2 March 1990 - 11 May 1990 (11 weeks)                                                | 次代 "フェルダムト、イッヒ・リーベ・ディッヒ" by マティアス・ライム |
| 先代 "Bakerman" by レイド・バック                           | オーストリア No.1 シングル 4 March 1990 - 22 April 1990 (8 weeks)                                         | 次代 "Ding Dong" by エルステ・アルゲマイネ                          |
| 先代 "Cuts You Up" by ピーター・マーフィー                  | Billboard Modern Rock Tracks No.1 シングル 31 March 1990                                                  | 次代 "ブルー・スカイ・マイン" by ミッドナイト・オイル               |
| 先代 "ドント・メイク・ミー・オーヴァー" by シビル           | ニュージーランド (RIANZ) No.1 シングル 6 April 1990 - 4 May 1990 (5 weeks)                                | 次代 "Walk on the Side" by Jamie J Morgan                           |
| 先代 "I'll Be Your Everything" by Tommy Page                | Billboard Hot 100 number-one single ARC Weekly Top 40 No.1 シングル 21 April 1990 - 12 May 1990 (4 weeks) | 次代 "ヴォーグ" by マドンナ                                         |

## その他のカヴァー版
- デューン（Dune）が、1997年のアルバム『Forever』でこの曲を採り上げ、ロンドン・フィルハーモニー管弦楽団が演奏している。
- ミー・ファースト・アンド・ザ・ギミー・ギミーズが、2003年のアルバム『Take a Break』で採り上げている。
- ノーザン・キングス（Northern Kings）が、2008年のアルバム『Rethroned』で採り上げている。
- シャイニー・トイ・ガンズ（Shiny Toy Guns）が、2005年のコンピレーション・アルバム『Goth Electro Tribute to Prince』で採り上げている。
- ウェールズのバンドのステレオフォニックスが、チャリティー・コンサート「War Child Music」で採り上げている。
- 南アフリカのインディー・ロック・グループのファイヤー・スルー・ザ・ウインド（Fire Through the Window）が、自らのバンド名を冠したデビュー・アルバムで採り上げている。
- 映画『寝取られ男のラブ♂バカンス』のサウンドトラックでは、ハワイ語に訳して歌われている。
- ダン・ケリー（Dan Kelly）が、2007年のコンピレーション・アルバム『No Man's Woman』で採り上げている。
- オペラの女性グループのオール・エンジェルズ（All Angels）が、2007年のアルバム『Into Paradise』で採り上げている。
- ジャズ歌手のジミー・スコット（Jimmy Scott）が、アルバム『Holding Back the Years』で採り上げている。
- プリンスは、オコナー版の成功を受けてコンサートでこの曲を歌い始め、ライブ・アルバム『One Nite Alone...Live!』に収録した。
- 矢井田瞳のシングル『my sweet darlin'』（2000年10月4日発売）に、カップリングとして収録。